# Brotomys voratus
Brotomys voratus é uma espécie de roedor extinto da família Echimyidae.
Poderia ser encontrado na República Dominicana e Haiti.
O único registro desse animal foi feito por Gonzalo Fernandez de Oviedo y Valdez que viveu na ilha entre 1536 e 1546.